# Johann Oestreich (Unternehmer)

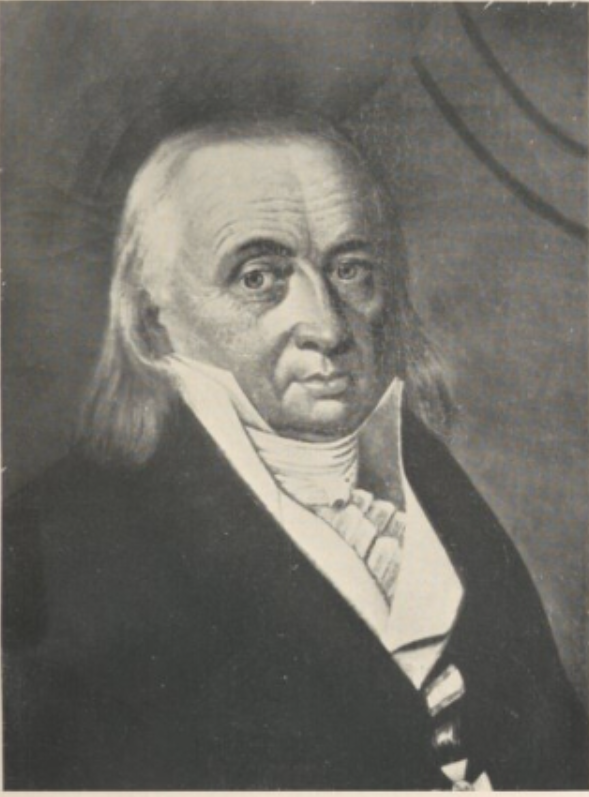
Kommerzienrat Johann Oestreich. (Ölgemälde im Amtszimmer des Bürgermeisters auf dem Braunsberger Rathaus)

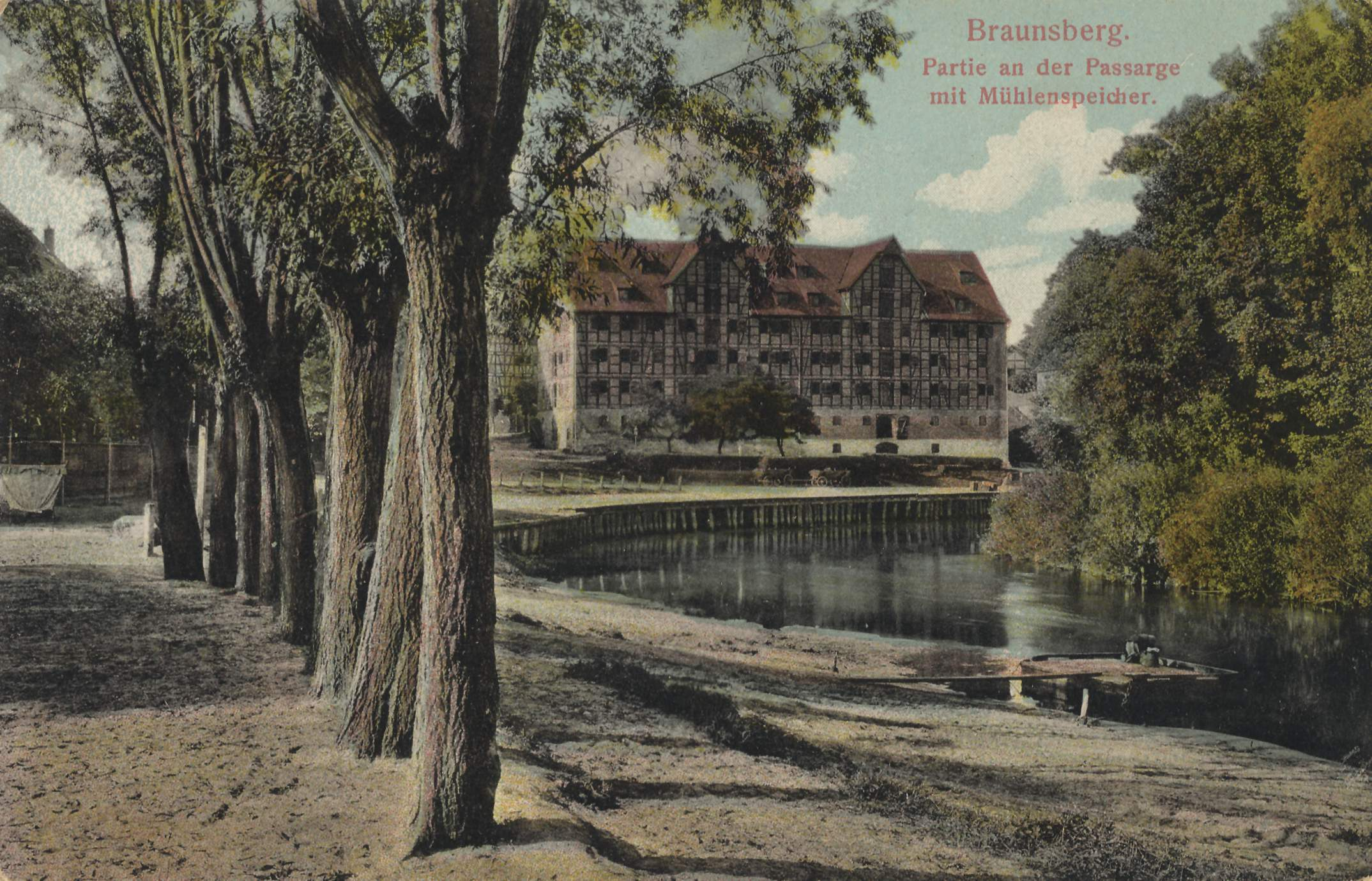
Der mächtige Löwenspeicher an der Passarge zeugte bis 1945 in Braunsberg von seinem kaufmännischen Wirken

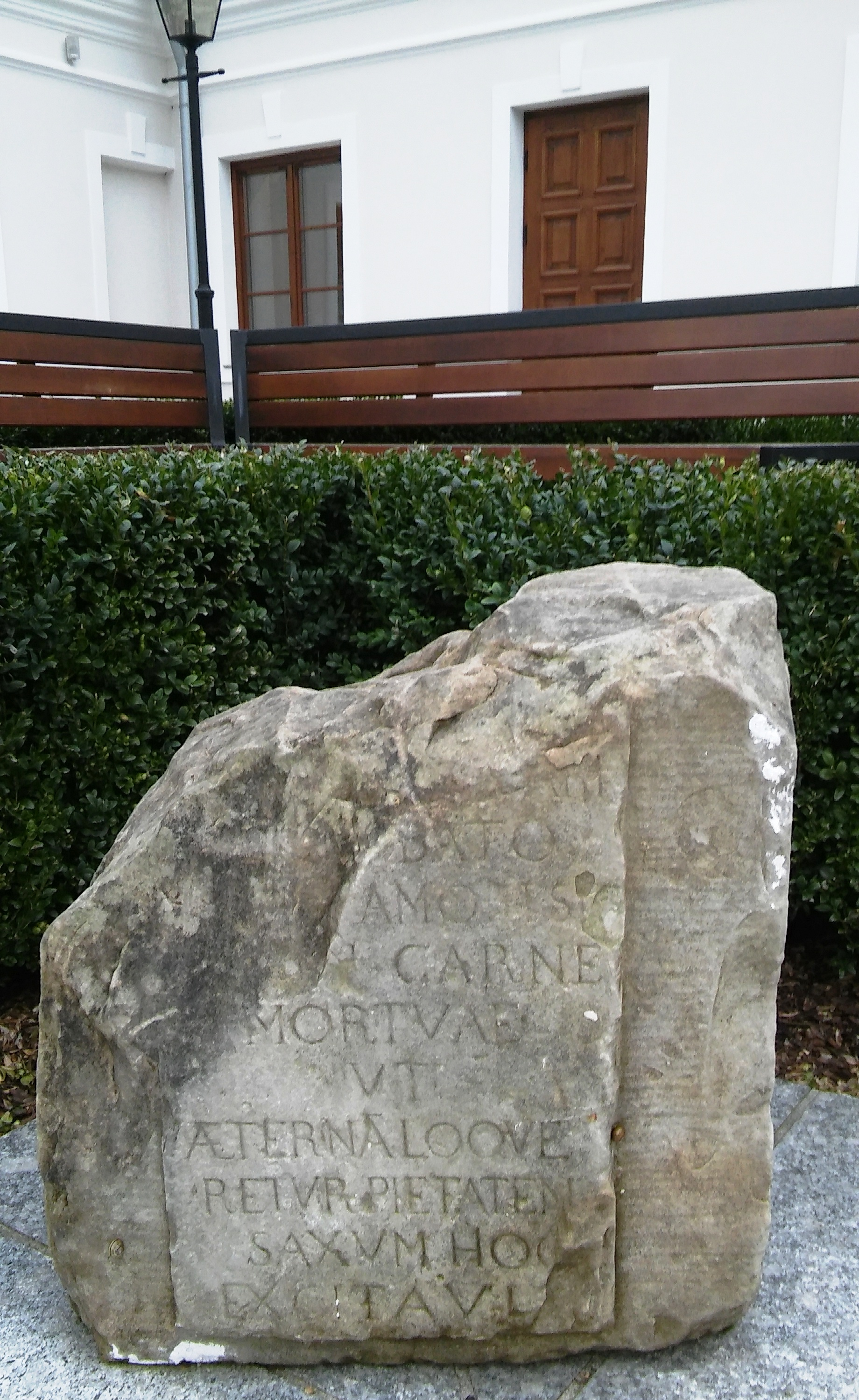
Konvertitenstift zu Braunsberg, der erhaltene Grabstein von Dorothea Oestreich (die 40 Jahre vor ihrem Mann verstorben war)

Johann Oestreich (* 6. September 1750 in Braunsberg; † 21. Oktober 1833 ebenda) war ein deutscher Unternehmer und Förderer des Schulwesens.

## Leben
Oestreichs Vater war Franz Oestreich, der in der Stadt Braunsberg zunächst Ratssekretär, dann Bürgermeister war, den Grundstein für das später überregional bekannte Handelshaus Oestreich gelegt hatte und 1748 von König August III. durch Verleihung der Patrizierwürde samt einem Familienwappen geehrt worden war. Seine Mutter war Magdalena geb. Kärpen.
Oestreich besuchte das katholische Gymnasium Hosianum in Braunsberg und studierte anschließend an der Universität Königsberg Rechtswissenschaften. Auch hörte er dort philosophische Vorlesungen Kants. Nach dem Studium kehrte er an seinen Geburtsort zurück, um in das Handelshaus seines Vaters einzutreten. Als Handelskaufmann knüpfte er lukrative internationale Geschäftsbeziehungen an und baute das Handelshaus Oestreich beträchtlich aus. Er gründete später in Braunsberg Fabriken der Textilindustrie. Daneben kümmerte er sich ehrenamtlich um das Schulwesen in der Stadt. Er war 17 Jahre lang, im Zeitraum 1811–1828, Kurator des Königl. katholischen Gymnasiums zu Braunsberg.

## Ehrungen
- Am 13. Juni 1783 Ernennung zum Kommerzienrat durch Friedrich den Großen
- Am 18. Januar 1812 Verleihung des Roten Adlerordens III. Klasse